# Pentodon bengalense
Pentodon bengalense är en skalbaggsart som beskrevs av Gilbert John Arrow 1910. Pentodon bengalense ingår i släktet Pentodon och familjen Dynastidae. Inga underarter finns listade i Catalogue of Life.